# منى بيست
مُنى بيست (بالإنجليزية: Mona Best)‏ ‏ (3 يناير 1924 الهند - 9 أكتوبر 1988 إنجلترا) وهي امرأة هندية عُرفَت بِأنها والدة بيت بيست (المولود في 24 نوفمبر 1941) وَالذي يُعتبر من أَوائِل أعضاء فَريقِ البيتلز، كَما كانَ لدى مُنى أيضاً ابنين آخرين وَ هُما: روري بيست (المولود في 1944)، وَفينسيت «روج» بيست (المولود في 1962).
في عام 1954، أي بَعدَ انتقالِ مُنى من الهند إلى ليفربول، طالبتها عائِلة بيست بأَن تَقومَ بِرهنِ كَل مُجوهراتِها، والاشتراك برهان على حِصان فُرصة فوزه ضعيفة أو مُنعدمة، وبعدَ فوزِها قامت مُنى باستخدامِ المكاسبِ التي حصلت عليها لِشراءِ منزل عام 1957، كَما قامت فيما بَعد بافتتاحِ نادي قهوة القصبة في قَبوِ منزلها، الذي أصبحَ مكاناً لِموسيقى الروك والرول، وَلَقد كانَ أعضاءُ هذا النادي هُم أبنائُها وَ أصدقائهم فَقط، وَغالباً ما يُشار إلى هذا النادي باسم نادي القصبة أو القصبة.
كانَ الكواريمين «عمال المحجر»: وَهُم جون لينون، وَبول مكارتني، وَجورج هاريسون، وَكين براون يَعزِفون في نادي القصبةَ، كَما أنّهُ كانَ لَديهم سياسات خاصة بموسيقى الجاز في ذلكَ الوَقت، وَمِنَ الجديرِ بالذكرِ أَنَ ديكورات نادي القصبة مازالت مَوجودة حتى الآن، وفي عام 2006 أُعتبرَ النادي موقع من مواقع المُستوى الثاني على قائِمَةِ التُراث في إنجلترا.
تُوفيت مُنى عام 1988 إثرَ إصابَتِها بِأزمةٍ قلبية وَصراعٍ طويلٍ مع المرض.

## الهند

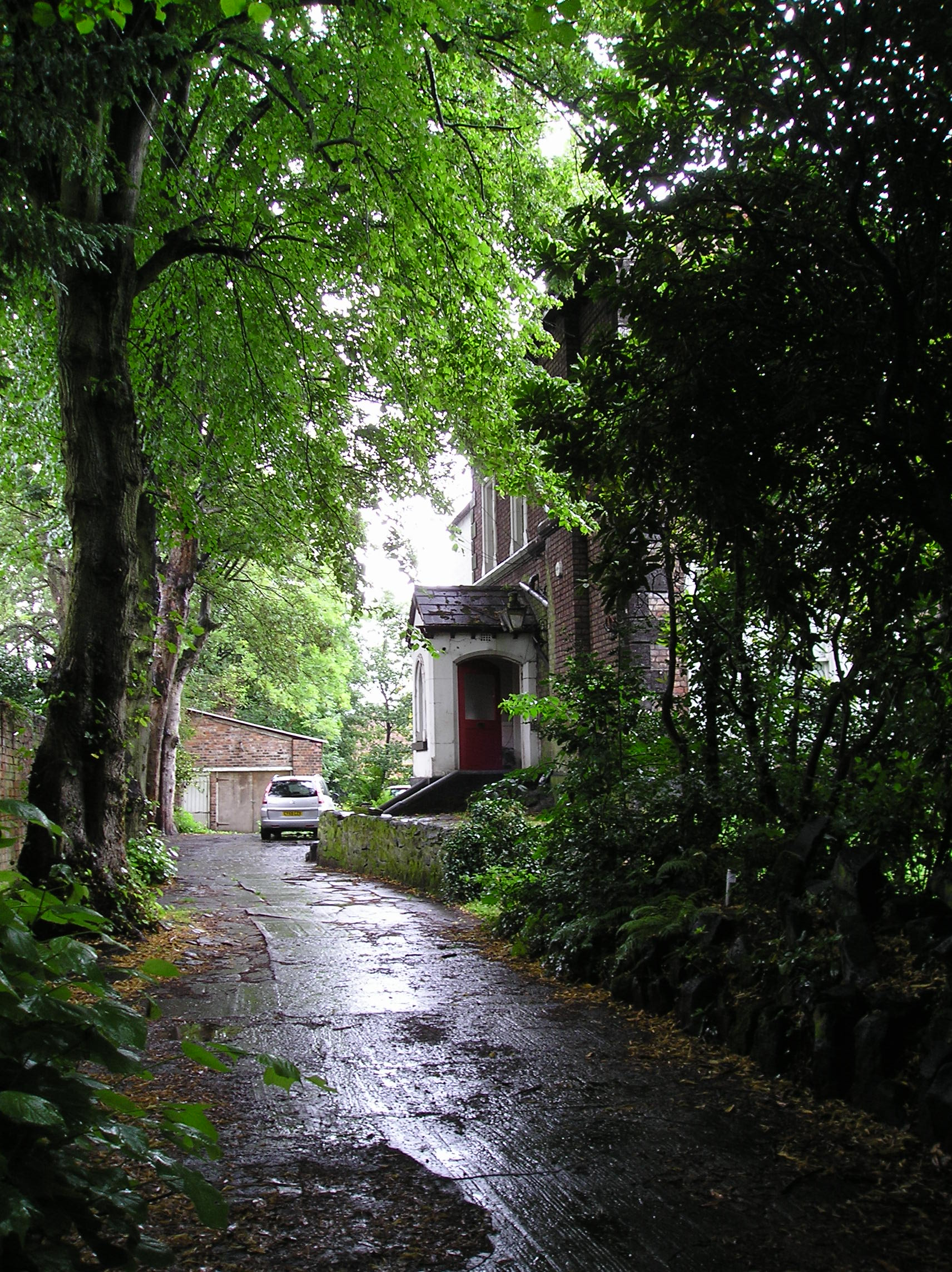
نادي قهوة القَصبة الذي قامت مُنى بافتتاحه في قبو منزلها

وُلِدت أليس مُنى شو في 3 يناير عامِ 1924 في مدينة دلهي في الهند، وَوالدها هوَ توماس شو وَأُمها هيَ ماري شو، كانت مُنى الطِفل الأصغر بينَ أربعة أطفال وَهُم: برين، وَباتريك، وَإيلين.
خِلال الحرب العالمية الثانية التَقت مُنى بدونالد بيتر سكانلاند والذي كانَ يعمل مُهندساً بيولوجياً لِأجهزةِ السُفن البحرية، وأنجبت منه أكبر أبنائِها راندلوف بيتر سكانلاند والذي لُقِبَ فيما بَعد بِـ بيت بيست، وقبل نِهاية الحَرب العالمية الثانية توفيَ زوجها دونالدز، ثُمَ التقت مُنى بِجوني بيست عندما كانت تتدرب مع الصليب الأحمر، وكانَ جوني من عائِلة يعمل أفرادها كَمُرَوِجِين للرياضة في ليفربول، وكان صاحِب ملعب ليفربول في ذلك الوَقت، وَفي وَقت لِقائهما، كان بيست يَعمل كضابط في الخدمة العسكرية وَيَخدُمُ بِمثابة مُدرس التَدريب البدني في الهند، كما أَنهُ كانَ بطل المُلاكمة للأوزان المُتوسطة في الجيش البريطاني، وفي 7 آذار 1944 تَزوجت مُنى مِن جوني في كاتدرائية توماس في بومباي، وفي كانون الثاني 1945 أَنجبت مُنى أول طفل من جوني وَهوض روري بيست، وفي أواخرِ عامِ 1945 أَبحرت مُنى وزوجها إلى ليفربول على مَتن آخر سفينة مُخصصة لِنقلِ الجنود من الهند إلى إنجلترا.

### ليفربول
تَزَوج مُنى من رجل من عائلة بيست ضَمِنَ لها الاحترام على جميع الأَصعدةَ، فمثلاً يُمكِنُها لِقاء شخصية رياضية معروفة أو الحُصول على مُعاملة مُميزة عند حجزِ طاولةٍ في مطعم أو الحُصول على مقعد في المسرح، وفي بداية الأمر كانت عائِلة بيست تعيش في منزل كبير موجود في غرب الديربي، وَكانَ يُطلقُ على هذه المنطقة اسم إليرسلي أو جناح مجلس مدينة ليفربول، وَلكن وَقعَ خلاف بين مُنى وَ شقيقة زوجها «إدنا» (التي كانت مُستاءة منذ من البداية من اختيار أخيها لِزوجته) مما أدى إلى انتقال العائلة إلى شقة صغيرة في شارع كاس في ليفربول (فوق بيت شعبي لِـ ما إدجيرتون)، وَلكن مُنى لَم تجد راحتها في هذا البيت كونها تعودت على البيوت الكبيرة في الهند بدلاً من البيوت الصغيرة شبه المُنفصلة.
وبعدَ فترة، عاودت عائلة مُنى الانتقالِ إلى منزل كبير مُكون من ثلاث غٌرَف نَوم موجود في شارع 17 كوينسكورت، ثُمَ قامت مُنى باقناعِ والديها بِترك إخوتها والانتقال إلى ليفربول، وَفي عام 1948 عَثَرَ روري على منزل كبير مَعروض للبيع في شارع 8 هايمنز جرين. طالبت عائِلة بيست مُنى أَن تَقومَ بِرهنِ كَل مُجوهراتِها، والاشتراك برهان على حِصان فُرصة فوزه ضعيفة أو مُنعدمة، وَلِحُسن الحَظ فازت مُنى بالرهان، واستخدمت المكاسبِ التي حصلت عليها في شراءِ المنزل الذي وَجده ابنها روري عام 1957.

## الوَفاة
في 9 أكتوبر 1988 وَبعد صراعٍ طويل مع المَرض، تُوفيت مُنى بيست إثر إصابتها بأزمة قَلبية.

## المَراجع
1. ↑  Williams, Richard. "Obituary – Neil Aspinall", الغارديان, 25 March 2008 "نسخة مؤرشفة". مؤرشف من الأصل في 2008-06-21. اطلع عليه بتاريخ 2016-02-29.{{استشهاد ويب}}:  صيانة الاستشهاد: BOT: original URL status unknown (link)
2. ↑  Goldsmith 2004، صفحة 35.
3. ↑  Best & Best 2003، صفحة 10.
4. ↑  Curley 2005، صفحات 23–24.
5. ↑  Best & Best 2003، صفحة 12.
6. ↑  Best & Best 2003، صفحات 12–15.
7. ↑  General Sir William Slim and the Georgic, red-duster.co.uk. Retrieved 26 November 2007. نسخة محفوظة 03 مارس 2016 على موقع واي باك مشين. [وصلة مكسورة]
8. ↑  Best & Best 2003، صفحة 18.
9. ↑  Best & Best 2003، صفحة 21.
10. ↑  Best & Best 2003، صفحة 22.
11. ↑  Princess Drive, Liverpool, خرائط جوجل. Retrieved 1 December 2007. نسخة محفوظة 29 مايو 2014 على موقع واي باك مشين.

## مَصادر باللغة الإنجليزية
- Best, Roag & Pete (2003). The Beatles: The True Beginnings. Thomas Dunne. ISBN:0-312-31925-8.
- Clayson, Alan (2003). Paul McCartney (Beatle). Sanctuary Publishing. ISBN:978-1-86074-482-2.
- Goldsmith، Martin (2004). The Beatles Come to America (Turning Points in History). وايلي (ناشر). ISBN:978-0-471-46964-3.{{استشهاد بكتاب}}:  صيانة الاستشهاد: ref duplicates default (link)
- Harry, Bill (2001). The Beatles Encyclopedia. Virgin Publishing. ISBN:978-0-7535-0481-9.
- Leigh, Spencer (1998). Drummed Out!: The Sacking of Pete Best. Northdown Publishing. ISBN:978-1-900711-04-3.
- Lennon، Cynthia (2005). John. هودر وستوكتون. ISBN:978-0-340-89512-2.{{استشهاد بكتاب}}:  صيانة الاستشهاد: ref duplicates default (link)
- Lewisohn, Mark (1988). The Complete Beatles Recording Sessions: The Official Story of the Abbey Road Years. Hamlyn. ISBN:978-0-600-60250-7.
- Curley، Mallory (2005). Beatle Pete, Time Traveller. Randy Press.{{استشهاد بكتاب}}:  صيانة الاستشهاد: ref duplicates default (link)
- Miles, Barry (1997). Many Years From Now. Vintage-راندوم هاوس. ISBN:978-0-7493-8658-0.
- Norman, Philip (1997). Shout: The Beatles in Their Generation. Mjf Books. ISBN:978-1-56731-087-0.
- Spitz، Bob (2005). The Beatles – The Biography. لتل وبراون وشركاؤهما  [لغات أخرى]‏. ISBN:978-0-316-80352-6.{{استشهاد بكتاب}}:  صيانة الاستشهاد: ref duplicates default (link) صيانة الاستشهاد: علامات ترقيم زائدة (link)
- The Beatles (2003). The Beatles Anthology (DVD). Apple Corps. ASIN: B00008GKEG.